# Xylotrechus altaicus
Xylotrechus altaicus är en skalbaggsart som först beskrevs av Friedrich-August von Gebler 1836.  Xylotrechus altaicus ingår i släktet Xylotrechus och familjen långhorningar. Inga underarter finns listade i Catalogue of Life.